# Jon Ridgeon
Jonathan Peter Ridgeon, detto Jon (14 febbraio 1967), è un ex ostacolista britannico.

## Palmarès

### Mondiali
- 1 medaglia:
  - 1 argento (Roma 1987 nei 110 m ostacoli)

### Universiadi
- 1 medaglia:
  - 1 oro (Zagabria 1987 nei 110 m ostacoli)

### Europei indoor
- 1 medaglia:
  - 2 argento (Budapest 1988 nei 60 m ostacoli)